# Feu la mère de Madame (film)
Pour plus de détails, voir Fiche technique et Distribution.
Feu la mère de Madame est un court-métrage français de Germain Fried sorti en 1936, adapté de la pièce de théâtre-éponyme de Georges Feydeau.

## Fiche technique
- Réalisation : Germain Fried
- Scénario : D'après la pièce de théâtre-éponyme de Georges Feydeau (créée en 1908 à la Comédie-Royale)
- Photographie : Fédote Bourgasoff
- Pays :  France
- Format : Noir et blanc
- Genre : Comédie
- Durée : 30 minutes
- Année de sortie : 1936

## Distribution
- Arletty : Yvonne, l'épouse de Lucien
- Jean Dunot : Lucien
- Madeleine Suffel : Annette
- René Lefèvre : Le valet